# Ester Formosa i Plans
Ester Formosa i Plans (Barcelona, 10 de novembre del 1961), reconeguda artísticament com a Ester Formosa, és una actriu i cantant en l'àmbit de la cançó d'autor i la poesia, professora de veu creativa i cant. Des de l'any 2012 resideix a la ciutat de Sàsser, a l'illa de Sardenya.

## Trajectòria artística
Ester Formosa és filla del poeta Feliu Formosa i de l'actriu Maria Plans i Macià. Artísticament i en la seva faceta com a actriu, Ester Formosa va tenir la seva pròpia companyia, amb la qual va actuar al Teatre Lliure, en obres com "Estrés d'amor" (1994) o "Adéu per sempre" (1995). També va actuar en sèries de televisió a TV3 com Nissaga de poder (en el personatge de Pietat). Fou molt popular amb el seu personatge "La Canyí" creat el 1988 i mantingut amb èxit durant algunes temporades en gira per Espanya en diferents espectacles teatrals ("Doncs què voleu que hi faci", el 1989, "Jo no em quedo per vestir sants", el 1990, "Con diez cañones por banda", el 1992). El 1996 deixa el teatre definitivament per a dedicar-se a la cançó i a la docència.
Pel que fa a la seva faceta musical com a intèrpret, la cantant ha col·laborat entre altres artistes amb Francesc Pi de la Serra, Sílvia Comes, Toti Soler, Adolfo Osta, Marisa Sannia, Elena Ledda, Quilapayún, Maurici Villavecchia, Amelia Muge o Ángel Pereira.
Als seus projectes s'acompanya de músics amb els quals crea atmosferes especials damunt l'escenari, donant valor a la interpretació i a la lletra de les cançons escollides en el seu repertori, conjugant diferents gèneres però amb un clar component literari, endinsant-se també en la cançó tradicional mediterrània o en la cançó sud-americana o la poesia, expressant-se en diferents llengües, ja sigui en català, castellà, francès, italià, portuguès o sard, entre d'altres, però sempre en una interpretació intimista, creant un diàleg espontani entre veu i música, una complicitat que es transmet a l'espectador.
L'octubre del 2007, Ester Formosa canta amb la cantant italiana Marisa Sannia a l'espectacle compartit amb el títol Ria' Ria' Ester Formosa & Marisa Sannia caminen pel fons de la mar, estrenat al Festival Temporada Alta de Girona, projecte que quedà interromput per la mort de l'artista italiana l'abril del 2008.
El 28 de febrer del 2009 enregistra el seu primer disc en directe Formosa per Formosa. Ester canta Feliu en concert dins la programació del Festival Barnasants 2009, a la Sala Luz de Gas de Barcelona, disc que s'edita a finals del 2009.
Del 25 de març al 4 d'abril del 2010 estrena al Teatre Círcol Maldà de Barcelona el seu espectacle conjunt amb Miquel Gòrriz: "Berlín. Tribut a l'òpera de tres rals" de Bertold Brecht i Kurt Weill, amb direcció de Maurici Villavecchia i amb Horacio Fumero i Mathew Simon en la formació musical.
Del 26 d'octubre al 6 de novembre del 2011 presenta el seu espectacle "Thank you Satan" al Teatre Lliure de Gràcia a Barcelona, amb un repertori d'adaptacions en català de cançons de Léo Ferré i temes inèdits de l'escriptor Joan Casas i Fuster, autor també de les adaptacions de Ferré, amb música de Maurici Villavecchia, Horacio Fumero i Matthew Simon, amb qui Ester Formosa comparteix escenari un cop més, enregistrant-se el concert per a un nou disc en directe que s'edita el 2012.
El 2012 presenta el seu nou espectacle conjunt amb Adolfo Osta, que porta per títol "La vida, anar tirant" i és dedicat a la cançó d'autor i la poesia. També el 2012 inicia una col·laboració amb el duet sard de cançó popular Elva Lutza, enregistrant el tema "Complas de Purim" en el primer disc del duet i cantant cançons sefardites en un espectacle conjunt per diversos escenaris. El 2012 Ester Formosa fixa la seva residència a Sardenya, on segueix col·laborant amb els Elva Lutza, amb els quals publica el disc "Cancionero" el 2018.

## Discografia
- 1997 Col·laboració amb Quico Pi de la Serra en el seu espectacle en castellà: No pasarán - Canciones de guerra contra el fascismo 1936-1939 representat al Mercat de les Flors de Barcelona i més tard enregistrat en disc, Ester Formosa fou substituïda en la gravació per Carme Canela, però va col·laborar en alguna cançó com també ho va fer Joan Manuel Serrat a las "Coplas de la defensa de Madrid". El CD el va editar Horus el 1997.
- 1997 M'aclame a tu. Excel·lent obra enregistrada amb Toti Soler, un passeig per diferents poetes mediterranis, amb aquest conjunt de poemes-cançó rememoren i arriben a les arrels mediterrànies. Després de la desaparició d'Ovidi Montllor, Toti Soler crea l'espectacle amb Ester Formosa, el títol és el d'un poema del valencià Vicent Andrés i Estellés, moltes vegades cantat per Ovidi Montllor amb l'acompanyament de Toti Soler; és la cançó que obre el disc. També s'inclou la cançó Que et sembla, Toti? composta per Ovidi Montllor pel seu avortat disc Verí good, que no es va arribar a editar. Altres poetes inclosos, a més d'Ovidi Montllor i Estellès, són Ausiàs March, Carles Riba, Josep Maria de Sagarra, Pere Quart, Joan Salvat-Papasseit, Joan Vinyoli, Feliu Formosa i un parell de cançons sefardites, entre altres composicions. El disc fou produït el 1997 per Zanfonia per al segell Pequeñas cosas i reeditat per K-Industria Cultural el 2002, la col·laboració entre tots dos artistes es repetirà el 2004 amb "l'Arxiver de Tortosa".

- 1999 La casa solitària (Zanfonia, 1999), disc que mostra de nou la sensibilitat artística de Formosa en col·laboració amb Maurici Villavecchia, presentat a la Plaça del Rei de Barcelona (Festival Grec 2000). La gran part de les cançons són compostes pel poeta Feliu Formosa (lletra) i Sílvia Comes (música).

- 1999/2000/2001 Col·lecció Zanfonia: Poesia. Direcció d'intèrprets: Ester Formosa, en alguns dels CD editats per la discogràfica Zanfonia també recita els poemes. Col·lecció de CD editats en tres anys dedicats a poetes en català recitats per actors, en aquesta col·lecció són representats: Joan Salvat-Papasseit, Pere Gimferrer (2001), Joan Vinyoli (1999), Marta Pessarrodona (2000), Joan Maragall (2000), Maria Mercè Marçal (2000), entre altres poetes. Una col·lecció editada amb un llibret que conté breu biografia de l'autor així com les lletres dels poemes. El dedicat al poeta Joan Salvat-Papasseit (Zanfonia, 2001) és un CD amb 37 poemes recitats per l'actor Jordi Dauder sobre música per a piano de Frederic Mompou interpretada per Josep Maria Escribano, amb direcció artística d'Ester Formosa i selecció de poemes a càrrec de l'escriptora Anna Maria Moix. En el CD dedicat a Maria Mercè Marçal (Zanfonia, 2000), Ester Formosa també recita els poemes, amb selecció de poemes a càrrec d'Ernest Folch, lectura d'Ester Formosa i Anna Güell, Lluïsa Mallol i Cesca Piñón amb música de Frédéric Chopin, interpretada per Josep Mª Escribano. Selecció de 25 poemes de Maria Mercè Marçal.

- 2002 Compto els estels dels meus mots (Discmedi, 2002). Disc de poemes de Rose Auslandër amb música de Ángel Pereira i recitats per Ester Formosa. En els seus poemes Rose Auslandër explica la raó per la qual escriu sobre la seva vida, mitjançant records de la guerra, de l'amor i de la mort. El disc no és una lectura poètica, més aviat una composició musical a partir d'un text poètic.

- 2003 Época (Ventilador Music, 2003), com el cas anterior també en col·laboració amb Maurici Villavecchia, un treball caracteritzat per la varietat de registres, Ester Formosa ens porta al món dels somnis i ens parla de la intangibilitat en una barreja de cançons d'autors contemporanis de diferents llocs del món, com a punt de partida les cançons de Paolo Conte i la resta es van anar afegint de manera intuïtiva. Des d'Itàlia (Paolo Conte) a Cuba, Grècia (Manos Hadzidakis), Veneçuela, Sardenya, Catalunya o Argentina (Atahualpa Yupanqui). La idea central dels textos és el sentiment de pèrdua de les pròpies arrels i l'intent de retrobar-les de vegades en el món urbà i d'altres en el món del subsconscient i del somni.

- 2004 L'Arxiver de Tortosa (K-Industria Cultural, 2004), una altra col·laboració amb en Toti Soler, el títol recull l'actitud de Toti Soler davant la cançó: escoltar les cançons que la memòria i la història ens han anat regalant i escollir les que li semblen més emocionants, és el mateix viatge que fa un arxiver envers els pergamins. Memòria viva, obrir per a recordar i continuar. Es tracta d'un passeig pel cançoner tradicional de diferents cultures: principalment de Catalunya, però també són presents cançons d'Andalusia, de Nàpols, sefardites i un record per a Ovidi Montllor. Així hi són La cançó del lladre o La dama d'Aragó o des d'Anda jaleo a Maruzzella.

- 2004/2005 Perquè vull i altres cançons imprescindibles. Disc editat el 2005 per la discogràfica Ventilador Music encara que produït el 2004 i que Ester Formosa enregistrà en col·laboració amb Adolfo Osta, és un conjunt de versions de diferents cantautors, el títol és un homenatge a una cançó d'Ovidi Montllor que obre el repàs per diversos clàssics del gènere de la cançó d'autor. Ester Formosa ja havia col·laborat anteriorment en el disc Avedivare d'Adolfo Osta, músic especialista en composicions medievals i sefardites. I posteriorment el 2004 col·labora en el seu espectacle No me vengas con romances que recuperava romanços de Castella. En aquesta nova gravació hi ha els temes: Perquè vull - Ovidi Montllor. / Sueño con serpientes - Silvio Rodríguez. / Suzanne - Leonard Cohen, adaptación catalana de Josep Maria Andreu-Toti Soler. / Attendez que ma joie revienne - Barbara. / Las cuatro y diez - Luis Eduardo Aute./ Ningú sabia el seu nom (La madame) - Lluís Llach. / Palabras para Julia - José Agustín Goytisolo-Paco Ibáñez. / El Pi de Formentor - Miquel Costa i Llobera - Maria del Mar Bonet - Lautaro Rosas. / Tú - Joan Brossa - Manel Segarra./ Txoria Txori - J.A. Artze - Mikel Laboa. / Te recuerdo, Amanda - Víctor Jara. / Adiós ríos, adiós fontes - Rosalía de Castro - Amancio Prada.

- 2005 Deu catalans i un rus (K Indústria Cultural, 2005), Ester Formosa i Toti Soler van presentar juntament amb el poeta Carles Rebassa el montatge "Deu catalans i un rus", espectacle editat en CD i que fa un homenatge a Ovidi Montllor quan era el desè aniversari de la seva mort, la proposta va prendre el nom dels montatges poètics que Ovidi Montllor i Toti Soler van escenificar amb textos d'autors catalans i del rus Vladímir Maiakovski.

- 2007 Ester Formosa canta Jordi Guardans. Sola com el poeta. (K Indústria Cultural, 2007). Ester Formosa és la veu dels poemes de Jordi Guardans, amb arranjaments i direcció de Maurici Villavecchia, disc que ja va estrenar el 18 de febrer del 2007 al Festival Barnasants 2007 de Barcelona i el 21 de març del 2007 a l'escenari del Teatre Nacional de Catalunya. Del 6 al 10 de febrer del 2008 torna a presentar aquest disc a la Sala Beckett de Barcelona sota la direcció de l'actor Joel Joan.[9]

- 2009 Formosa per Formosa. Ester canta Feliu. (Barnasants-Satélite K). Primer disc en directe de l'artista enregistrat al Festival Barnasants 2009 en concert a la Sala Luz de Gas de Barcelona.

- 2012 Ester Formosa Quartet. Thank you Satan (Quadrant Records). 14 adaptacions en català de cançons de Léo Ferré i temes inèdits de l'escriptor Joan Casas i Fuster, autor també de les adaptacions de Ferré, amb música de Maurici Villavecchia, Horacio Fumero i Matthew Simon, components juntament amb la cantant de l'Ester Formosa Quartet.

- 2013 La vida, anar tirant (Ventilador Music) amb Adolfo Osta. 13 versions de cançó d'utor en català, castellà i gallec: Tonada de la luna llena, Em dius que el nostre amor, Siete corazones, L'amor és Déu en barca, Vigila el mar, Per la finestra, Y nada más, Lo feo, El gavià, Pequeño vals vienés, M'aclame a tu, El bosc màgic, Vexo os nenos passar.

- 2018 Cancionero, des de Sardenya, on viu en aquest moment la cantant, publica aquest treball conjunt amb el grup sard Elva Lutza, amb 15 temes en sard, català i castellà.[10]